# Gianni Sacchi
Gianni Sacchi (ur. 15 września 1960 w Trivero) – włoski duchowny katolicki, biskup Casale Monferrato od 2017.

## Życiorys
Święcenia kapłańskie otrzymał 28 kwietnia 1990 i został inkardynowany do diecezji Biella. Pracował głównie jako duszpasterz parafialny. W 2002 mianowany prowikariuszem, a w 2008 wikariuszem generalnym diecezji.
31 lipca 2017 papież Franciszek mianował go ordynariuszem diecezji Casale Monferrato. Sakry udzielił mu 21 października 2017 biskup Gabriele Mana.